# Avispón (cómic)
Avispón es una identidad utilizada por cuatro personajes que aparecen en los cómics estadounidenses publicados por Marvel Comics. Los personajes aparecen en el Universo Marvel, dos villanos y dos héroes. Tanto la primera como la tercera versión han sufrido discapacidades físicas.

## Historial de publicaciones
Aunque la armadura del tercer Avispón apareció por primera vez en Spider-Man como uno de los cuatro nuevos superhéroes que Peter Parker había asumido, esta versión apareció por primera vez en Slingers # 0 y fue creada por Joseph Harris, Todd DeZago y Mike Wieringo. La especulación de que el Avispón fallecido en Wolverine # 23 no era Eddie, pero en su lugar otra persona que tomó el nombre y el vestuario, ha sido refutada por el escritor de Loners, C. B. Cebulski y Loners #2 estados que Avispón fue de hecho asesinado por Wolverine.

## Biografía del personaje ficticio

### Scotty McDowell
Scotty McDowell El Avispón es un criminólogo que usaba silla de ruedas y que atendía los casos de Spider-Woman. Fue secuestrado por el científico loco Karl Malus, quien le inyectó a Scotty una fórmula compuesta de ADN humano e insecto, así como varios tipos de medicamentos. Spider-Woman rescató a Scotty que parecía estar bien.
Scotty comenzó sufrir unas pesadillas en las que mató a Spider-Woman. Se despertó y descubrió que tenía una gran fuerza y alas parecidas a insectos que le permitían volar (pero aún no podía caminar). Luego recibió un disfraz por correo (enviado por Malus), y cuando se lo puso, tuvo un cambio de personalidad, volviéndose agresivo y chauvinista. Voló alrededor como el Avispón, y comenzó como un héroe, salvando personas y trabajando con Spider-Woman. Incluso se enteró de que podía lanzar explosiones de bio-electricidad.
Pero Scotty se volvió cada vez más resentido con Spider-Woman, y comenzó a poner en peligro a los inocentes a los que estaba "ayudando", incluso golpeando a un espectador con una de sus explosiones eléctricas. Cuando casi mata a unos ladrones, Spider-Woman fue enviada tras él. Sin embargo, las habilidades de Scotty eran casi iguales para Spider-Woman, y a diferencia de Spider-Woman, no estaba tratando de contenerse por miedo a lastimar a su amigo. Después de una batalla prolongada, Spider-Woman fue capaz de someter a Scotty, que era casi homicida en este punto.Spider-Woman se enteró de que Malus había transformado a Scotty en el Avispón, con el único propósito de que Spider-Woman muriera a manos de un amigo. Spider-Woman pudo eliminar la fórmula del torrente sanguíneo de Scotty y volver a la normalidad (despojándolo de sus poderes y agresividad).
Después, Spider-Woman aprendió que, aunque la fórmula lo hizo más agresivo, el resentimiento que sentía era real. Scotty admitió que estaba enamorado, pero sintió que Spider-Woman no lo había notado. También estaba celoso de la atención obtenida con los actos heroicos de la mujer. Esto puso tensión en su amistad, y Spider-Woman terminó su "relación de trabajo". McDowell también aceptó esto, tomando un trabajo más lejos para preservar lo que quedaba de su amistad.

### Peter Parker
Cuando Spider-Man fue acusado de asesinato durante la historia de Crisis de Identidad, Peter Parker se puso cuatro trajes diferentes para seguir salvando vidas sin que nadie supiera que era él; Una de las identidades adoptadas fue Avispón. El disfraz de Avispón fue diseñado por Mary Jane Watson-Parker y los guanteletes de armas fueron diseñados por Spider-Man basado en la cápsula de lanzamiento de aguijón de Ben Reilly construida dentro de los tiradores web. El arnés de ala controlado cibernéticamente fue diseñado por Hobie Brown, quien nunca usó el dispositivo debido a que era demasiado pesado para ser usado por una persona de fuerza normal. Peter, sin embargo, pudo usar el equipo fácilmente.
Peter usó la identidad Avispón con gran éxito durante varios días, siendo un héroe popular entre los medios después de que su debut lo presentara frustrando el intento de Looter de robar el Daily Bugle. Pero el Buitre se dio cuenta de que "Avispón" era en realidad Spider-Man después de reconocer sus bromas características y lo expuso. Parker abandonó el personaje Avispón, y poco después limpió su nombre.
Aunque el héroe Black Marvel más tarde le dio un traje de Avispón duplicado a Eddie McDonough, el traje original permaneció en posesión de Peter, a excepción del arnés de vuelo que fue devuelto a Hobie.

### Eddie McDonough
Eddie McDonough era un genio de la ciencia que compensaba su brazo derecho paralizado con un don para inventar. Black Marvel le dio el disfraz de Avispón, y se unió a los Slingers. Eddie pudo modificar el arnés, haciendo que el equipo fuera lo suficientemente ligero como para usarlo. También agregó armamento adicional e hizo que el disfraz se pareciera más a una armadura (e incluso permitió que el disfraz mejorara su fuerza). Como el nuevo Avispón, Eddie estaba más seguro de lo que estaba normalmente. Con el traje mejorando su fuerza, nadie (excepto su compañera de equipo Dusk) notó que su brazo derecho normalmente estaba más débil y atrofiado. Hornet luchó contra ratas mutantes, gánsteres y demonios con sus poderes. Avispón también tuvo que luchar contra el líder del equipo Prodigio para salvar a su amigo Ricochet e incluso los villanos que luchaban contra el "héroe" sobrehumanamente fuerte. Avispón también trató de ganarse el afecto de su compañera de equipo Dusk, pero Dusk se sintió más atraída por el enérgico Ricochet. 
Avispón se enteró de que Black Marvel había hecho un trato con el demonio Mephisto, para recuperar poderes y juventud y entrenar a nuevos héroes (los Slingers), y cuando Mephisto recogió el alma del Black Marvel, Mephisto también tomó a los Slingers y envió al equipo al Infierno. Les ofreció la oportunidad de irse, si abandonaban a Black Marvel. Mientras que los otros Slingers querían dejar a Black Marvel a este destino, Avispón pudo perdonar al viejo y convenció a los demás para que ayudaran a liberar a Black Marvel. Black Marvel murió en el intento, pero el acto de perdón de Avispón permitió que el alma de Black Marvel ascendiera a un lugar mejor. Al hacerlo, la armadura de Avispón y los poderes de Prodigio se rindieron y se perdieron. El equipo se disolvió y el Avispón y Prodigio despojados aparentemente se retiraron de los superhéroes.
En algún momento, Johnny y Eddie volvieron a luchar juntos contra el crimen bajo sus antiguas identidades. Avispón terminó yendo solo contra HYDRA y Wolverine siendo controlados mentalmente cuando atacaron a Stark International y fueron asesinados. Nick Fury, Elektra y otros agentes de S.H.I.E.L.D. luego encontraron su cadáver en la escena. Los agentes de S.H.I.E.L.D. de alguna manera confundieron inicialmente el cuerpo de Avispón con el de Spider-Man, Fury reflexionando sombríamente sobre la tragedia del hombre que muere como un héroe cuando nadie podía recordar su nombre. Elektra luego decapitó el cadáver para evitar que La Mano lo resucitara en su ejército.
Años después de su muerte, su sobrina adolescente Melinda McDonough adquiere la identidad Avispón Rojo. Cuando era niña, sus padres (el hermano mayor y la cuñada de Eddie) pensaron que Melinda se retrasó en el desarrollo, pero su tío sabía que Melinda era excepcionalmente inteligente y alentó el amor por la ciencia.

### Silas Burr
Después de la toma de control de América por parte de Hydra, un hombre con el disfraz del Avispón de Eddie aparece en Las Vegas, contratado por el dueño del casino de la Ciudad Prohibida, Silas Thorne, para organizar un robo de una entrega masiva de alimentos que se envía a otro casino, mientras Thorne afirma que la propietaria del casino Cassandra Mercury lo hará. simplemente tome toda la comida para ella y sus empleados en lugar de repartirla. El Avispón puede derrotar a la mayor parte de la seguridad del casino antes de que Araña Escarlata lo intercepte. Avispón se niega a responder preguntas sobre su aparente resurrección y huye. Cuando Araña Escarlata y Ricochet siguen a Avispón al casino de la Ciudad Prohibida, donde trabaja Thorne, Avispón usa un extraño amuleto para convocar a un ejército de monstruos, posteriormente se presentó como "Silas" a Ricochet durante la pelea. Después de que Araña Escarlata dañe el amuleto, Dusk contiene a los monstruos, pero Avispón huye en la confusión resultante. Él reúne al resto de los Slingers, alegando que ha sido elegido por Black Marvel, y al equipo se le ordena capturar a Araña Escarlata para acusarlo por su ataque a Thorne. A medida que las dos Arañas Escarlatas se enfrentan a los Slingers, se revela que Black Marvel no tiene alma y este Avispón es en realidad Cyber que fue revivido por una entidad aún no identificada que se hacía pasar por Black Marvel.

### Hobie Brown
Durante la historia del King in Black, se muestra que Hobie Brown adoptó el alias del propio Avispón durante la invasión Simbionte.

## Poderes y habilidades
Scotty McDowell era sobrehumanamente fuerte y tenía alas similares a insectos en la espalda que le permitían volar a gran velocidad. Su "Aguijón Avispón" podría proyectar explosiones enfocadas de bio-electricidad que podrían aturdir o matar a una persona.
Además de las habilidades regulares de Peter Parker, el disfraz de Hornet le dio a Peter la capacidad de volar y disparar dardos sedantes de acción rápida.
El disfraz Hornet de Eddie McDonough tenía un arnés de ala propulsado por un jet que le permitía a Eddie volar a altas velocidades. Los micro-servos en el traje blindado aumentaron su fuerza a niveles sobrehumanos. Sus guanteletes contenían blásteres de muñeca que podían disparar dardos llenos de un sedante de acción rápida o potentes rayos láser.
Silas Burr conserva el disfraz de su predecesor, que incluye un arnés de ala con propulsión a chorro que permitió un vuelo de alta velocidad, una mayor fuerza a través de micro-servos en el traje blindado y blasters en los guanteletes que podrían disparar dardos llenos de un sedante de acción rápida o potentes rayos láser. También se le ha mostrado usando un amuleto que le permite convocar a una criatura demoníaca retorcida, pero no está claro si puede hacerlo regularmente después del amuleto que le permitió convocar a la criatura que fue destruida.

## En otros medios

### Videojuegos
- Avispón aparece como un traje descargable en Spider-Man: Edge of Time.[22][23]
- Avispón aparece como un disfraz adicional en el videojuego The Amazing Spider-Man 2.
- Avispón aparece como un personaje jugable en Spider-Man Unlimited.